# Screen Actors Guild Award for Outstanding Performance by a Female Actor in a Leading Role - Motion Picture
Screen Actors Guild Award for Outstanding Performance by a Female Actor in a Leading Role er en award, givet af Screen Actors Guild for at ære den flotteste skuespiller-præsentation, som kvindelige hovedrolle i en film.

## Vindere og nominerede

### 1990'erne
1994 – Jodie Foster – Nell
- Jessica Lange – Blue Sky
- Susan Sarandon – The Client
- Meryl Streep – The River Wild
- Meg Ryan – When a Man Loves a Woman

1995 – Susan Sarandon – Dead Man Walking
- Meryl Streep – The Bridges of Madison County
- Elisabeth Shue – Leaving Las Vegas
- Emma Thompson – Sense and Sensibility
- Joan Allen – Nixon

1996 – Frances McDormand – Fargo
- Kristin Scott Thomas – The English Patient
- Diane Keaton – Marvin's Room
- Brenda Blethyn – Secrets & Lies
- Gena Rowlands – Unhook the Stars

1997 – Helen Hunt – As Good as It Gets
- Judi Dench – Mrs. Brown
- Helena Bonham Carter – The Wings of the Dove
- Kate Winslet – Titanic
- Robin Wright Penn – She's So Lovely
- Pam Grier – Jackie Brown

1998 – Gwyneth Paltrow – Shakespeare in Love
- Cate Blanchett – Elizabeth
- Emily Watson – Hilary and Jackie
- Meryl Streep – One True Thing
- Jane Horrocks – Little Voice

1999: Annette Bening – American Beauty
- Hilary Swank – Boys Don't Cry
- Julianne Moore – The End of the Affair
- Meryl Streep – Music of the Heart
- Janet McTeer – Tumbleweeds

### 2000'erne
2000 – Julia Roberts – Erin Brockovich
- Juliette Binoche – Chocolat
- Joan Allen – The Contender
- Ellen Burstyn – Requiem for a Dream
- Laura Linney – You Can Count on Me

2001 – Halle Berry – Monster's Ball
- Renée Zellweger – Bridget Jones' Diary
- Sissy Spacek – In the Bedroom
- Judi Dench – Iris
- Jennifer Connelly – A Beautiful Mind

2002 – Renée Zellweger – Chicago
- Julianne Moore – Far from Heaven
- Nicole Kidman – The Hours
- Salma Hayek – Frida
- Diane Lane – Unfaithful

2003 – Charlize Theron – Monster
- Naomi Watts – 21 Grams
- Diane Keaton – Something's Gotta Give
- Evan Rachel Wood – Thirteen
- Patricia Clarkson – The Station Agent

2004 – Hilary Swank – Million Dollar Baby
- Annette Bening – Being Julia
- Kate Winslet – Eternal Sunshine of the Spotless Mind
- Imelda Staunton – Vera Drake
- Catalina Sandino Moreno – Maria, eres llena de gracia (Maria Full of Grace)

2005 – Reese Witherspoon – Walk the Line
- Felicity Huffman – Transamerica
- Charlize Theron – North Country
- Judi Dench – Mrs. Henderson Presents
- Ziyi Zhang – Memoirs of a Geisha

2006 – Helen Mirren – The Queen
- Penélope Cruz – Volver
- Meryl Streep – The Devil Wears Prada
- Kate Winslet – Little Children
- Judi Dench – Notes on a Scandal

2007 – Julie Christie – Away From Her
- Cate Blanchett – Elizabeth: The Golden Age
- Marion Cotillard – La Vie En Rose
- Angelina Jolie – A Mighty Heart
- Ellen Page – Juno

2008: – Meryl Streep – Doubt 
- Anne Hathaway – Rachel Getting Married
- Angelina Jolie – Changeling
- Melissa Leo – Frozen River
- Kate Winslet – Revolutionary Road

2009 – Sandra Bullock – The Blind Side
- Helen Mirren – The Last Station som Sophia Tolstaya
- Carey Mulligan – An Education som Jenny Miller
- Gabourey Sidibe – Precious som Claireece "Precious" Jones
- Meryl Streep – Julie & Julia som Julia Child

### 2010'erne
2010 – Natalie Portman – Black Swan som Nina Sayers/Svanedronningen
- Annette Bening – The Kids Are All Right som Nic
- Nicole Kidman – Rabbit Hole som Becca
- Jennifer Lawrence – Winter's Bone som Ree Dolly
- Hilary Swank – Conviction som Betty Anne Waters

2011 – Viola Davis – Niceville som Aibileen Clark
- Glenn Close – Albert Nobbs som Albert Nobbs
- Meryl Streep – The Iron Lady som Margaret Thatcher
- Tilda Swinton – We Need to Talk About Kevin som Eva Khatchadourian
- Michelle Williams – My Week with Marilyn som Marilyn Monroe